# روبيرت ميلار
روبيرت ميلار (بالإنجليزية: Robert Millar) (12 مايو 1890 في بيزلي، اسكتلندا – 22 فبراير 1967 في جزيرة ستاتن ، الولايات المتحدة) لاعب ومدرب كرة قدم اسكتلندي أمريكي راحل كان يجيد اللعب في مركز مهاجم داخلي أيسر .

## المسيرة الرياضية لاعب

### الأندية
في سنة 1909 بدأ ميلار مسيرته الاحترافية في نادي سانت ميرين الإسكتلندي . غادر اسكتلندا برمتها مهاجرا إلى الولايات المتحدة حيث انضم إلى عدة أندية أمريكية .

### المنتخب
في سنة 1925 تم استدعاء ميلار للمشاركة مع منتخب الولايات المتحدة في مباراتين وديتين مع منتخب كندا . في المباراة الأولى فاز منتخب كندا 1-0 في 27 يونيو 1925 وفي المباراة الثانية فاز منتخب الولايات المتحدة 6-1 في 11 نوفمبر 1925  علما بأن الشوط الأول انتهى بالتعادل الإيجابي 1-1 وفي بداية الشوط الثاني صنع ميلار الهدف الثاني الذي سجله أرتشي ستارك.

## المسيرة الرياضية مدربا

### الأندية
بدأ ميلار مسيرته التدريبية في نادي إنديانا فلورينغ سنة 1925 كلاعب ومدرب. في سنة 1927 قرر الرحيل لتدريب نادي نيويورك ناشيونالز . في أكتوبر 1928 قدم استقالته بسبب حرب كرة القدم . بعدها درب نادي نيوارك سكيترز في سنة 1929 .

### المنتخب
تم اختيار ميلار لتدريب منتخب الولايات المتحدة في بطولة كأس العالم 1930 التي ستقام في الأوروغواي . استطاع أن يقود منتخب بلاده للفوز على منتخبي بلجيكا والباراغواي من دون أن يدخل مرماه أي هدف ولكنه خسر في الدور النصف النهائي من منتخب الأرجنتين مما جعله يكون الحصان الأسود للبطولة علما بأن لاعبان تعرضا للإصابة وخرجا من أرضية الملعب . بعدها اكتسب منتخب الولايات المتحدة شهرة كبيرة وتم ترتيب إقامة مباراة استعراضية مع منتخب البرازيل انتهت بالخسارة 3-4 .

## وصلات خارجية
- روبيرت ميلار على موقع قاعدة بيانات كرة القدم.إي يو (الإنجليزية)
- روبيرت ميلار على موقع ناشيونال فوتبول تيمز (الإنجليزية)
- روبيرت ميلار على موقع Soccerway.com (الإنجليزية)
- روبيرت ميلار على موقع عالم كرة القدم.نت (الإنجليزية)

- هذا سيرة ذاتية
- هذا صورة منتخب الولايات المتحدة المشاركة في كأس العالم 1930
- كتاب: دوري كرة قدم أمريكية (1921-1931) المؤلف: كولين خوسيه رقم دولي معياري للكتاب: 0-8108-3429-4